# Marius Hurter
Marius Hofmeyr Hurter (Potchefstroom, 8 de octubre de 1970) es un abogado, ciclista de montaña y exrugbista sudafricano que se desempeñaba como pilar. Fue internacional con los Springboks en los años 1990 y se consagró campeón del mundo en Sudáfrica 1995.

## Carrera
Debutó en los Leopards, equipo de la Currie Cup, en 1992 y en 1994 se mudó a los Blue Bulls.
En 1995 con la apertura del profesionalismo, fue retenido por los Blue Bulls. En 1998 disputó el Súper Rugby con los Stormers.

### Extranjero
En 1998 se transfirió a los Newcastle Falcons de la inglesa Premiership Rugby y estuvo con ellos hasta 2004. Allí jugó con la leyenda Jonny Wilkinson y ganó la Anglo-Welsh Cup en dos ocasiones.

### Retiro
Regresó a Sudáfrica en 2004 para retomar y terminar su carrera de abogado, jugando con los Golden Lions la Currie Cup y con los Lions el Súper Rugby; hasta su retiro en 2006. Actualmente compite en ciclismo de montaña.

## Selección nacional
Kitch Christie lo convocó a los Springboks como suplente para la Copa Mundial de 1995 y debutó contra Rumania como titular. Anteriormente sólo había jugado cinco partidos de entrenamiento (aquellos contra regiones y clubes).
André Markgraaff lo seleccionó para disputar el Torneo de las Tres Naciones 1996, luego participó de la visita de Nueva Zelanda y sumando ambas competencias enfrentó a los All Blacks cinco veces ese año.
Carel du Plessis lo convocó al Torneo de las Tres Naciones 1997 y allí disputó sus últimos partidos. En total jugó trece pruebas y no anotó puntos.

### Participaciones en Copas del Mundo
Christie lo llevó a Sudáfrica 1995 como suplente de Balie Swart, por lo que sólo jugó en la fase de grupos y fue titular contra Rumania y los Canucks.
| Mundial                       | Sede      | Resultado | PJ | Tries |
| ----------------------------- | --------- | --------- | -- | ----- |
| Copa Mundial de Rugby de 1995 | Sudáfrica | Campeón   | 2  | 0     |

## Palmarés
En 2003 fue incluido en el Salón de la fama de la Universidad de Pretoria.
- Campeón de la Anglo-Welsh Cup de 2000-01 y 2003-04.